# روانشناسان گشتالت
گروهی از روانشناسان آلمانی قرن بیستم که پیرو نظریه گشتالت بودند. بنیانگذار این مکتب مکس ورتایمر و دو همکارش کورت کافکا و ولفگانگ کهلر بودند.
از دیگر روانشناسان این گروه می‌توان از کورت لوین (۱۹۴۷-۱۸۹۰) نام برد.